# عفاف مليس
عفاف إبراهيم مليس (بالإنجليزية: Afaf Meleis) (ولدت في الإسكندرية، مصر، في 19 مارس 1942) هي أستاذة للتمريض وعلم الاجتماع بجامعة القاةره، التي شغلت فيها منصب عميدة مدرسة مارغريت بوند سايمون للتمريض في الفترة من 2002 إلى 2014، وذلك بعد 34 عامًا قضتها أستاذةً بجامعة كاليفورنيا في سان فرانسيسكو.

## حياتها
ولدت عفاف مليس في مدينة الإسكندرية بمصر، وكانت والدتها أول ممرضة تحصل على درجتي الماجستير والدكتوراه من جامعة مصرية. تخرجت عفاف مليس بمرتية الشرف في جامعة الإسكندرية سنة 1961، ثم حصلت على درجة الماجستير في التمريض سنة 1964، وأعقبتها بدرجة الماجستير في علم الاجتماع، ثم نالت درجة الدكتوراه في علم النفس الطبي والاجتماعي سنة 1968 من جامعة كاليفورنيا في لوس أنجلوس، قبل أن تقضي ما يزيد على ثلاثين عامًا ضمن هيئة تدريس جامعة كاليفورنسا في لوس أنجلوس وجامعة كاليفورنيا في سان فرانسيسكو، ثم تنتقل إلى جامعة بنسلفانيا.